# Gualtieri Sicaminò
Gualtieri Sicaminò là một đô thị ở tỉnh Messina trong vùng Sicilia của Italia, có vị trí cách khoảng 170 km về phía đông của Palermo và vào khoảng 20 km về phía tây của Messina. Tại thời điểm ngày 31 tháng 12 năm 2004, đô thị này có dân số 1.923 người và diện tích là 14,4 km².
Gualtieri Sicaminò giáp các đô thị: Condrò, Pace del Mela, San Pier Niceto, Santa Lucia del Mela.